# Drepanocentron abhimanyu
Drepanocentron abhimanyu là một loài Trichoptera thuộc họ Xiphocentronidae. Chúng phân bố ở miền Ấn Độ - Mã Lai.